# Калининградский технический колледж
«Калинингра́дский техни́ческий ко́лледж» (сокращённо — «КТК»; до 1992 года — Калининградский политехникум; с 8 октября 2011 года входит в структуру БФУ имени И. Канта) — федеральное государственное образовательное учреждение среднего профессионального образования (ФГОУ СПО), созданное в 1946 году в городе Калининград Калининградской области Российской Федерации.
Колледж создан в городе Калининграде в связи с необходимостью подготовки квалифицированных кадров для подъёма экономики новой советской территории, образованной на земле бывшей Восточной Пруссии после её завоевания Красной армией в ходе Кёнигсбергской наступательной операции (6 — 9 апреля 1945 года) во время Великой Отечественной войны. Является старейшим учебным заведением на территории региона. Размещается в зданиях бывшей кёнигсбергской Средней торговой школы.
За годы существования КТК было подготовлено около тридцати тысяч специалистов. Среди выпускников — много известных личностей.

## Специальности
Подготовка специалистов в Калининградском техническом колледже осуществляется в соответствии с государственными образовательными стандартами среднего профессионального образования по следующим специальностям:
- монтаж и техническая эксплуатация холодильно-компрессорных машин и установок;
- монтаж, наладка и эксплуатация электрооборудования промышленных и гражданских зданий;
- техническое обслуживание и ремонт автомобильного транспорта;
- техническое обслуживание и ремонт радиоэлектронной техники;
- технология машиностроения;
- издательское дело;
- банковское дело;
- экономика и бухгалтерский учёт;
- программирование в компьютерных системах.

## Структура колледжа
В состав колледжа входят четыре учебных корпуса, общежитие, библиотека, стадион, бассейн, тренажёрный, спортивный и гимнастический залы.

## Студенческое самоуправление
В КТК действует студенческое самоуправление, состоящее из совета старост, студенческого совета, студсовета общежития, тьюторской системы, группы волонтёров.
У колледжа есть собственные эмблема и гимн.

## Студенческий досуг
В колледже работают спортивный клуб «Политехник», танцевальный коллектив «Экзерсис», школа ирландского танца «Иридан», клуб скаутов «Феникс», команда брейн-ринга, студенческий клуб. Выпускается газета «Техас-инфо».